# QR Translator
QR Translatorは、看板や印刷物を簡単に多言語化するためのソリューション（Webサービス）で、株式会社PIJINが運営し、日本、アメリカ、EU、中国、ロシア、韓国などで特許を取得している。
QR Translatorを設置したい事業者は、Webサイト上、もしくは販売代理店経由でアカウントを取得し、簡単な操作でサイト上から専用のQRコードを発行する。発行されたQRコードを看板や印刷物に設置/印刷すると、そこに書かれた内容がスマートフォンの設定言語に合わせて翻訳された情報がコードをスキャンしたユーザーに表示される仕組み。
QR Translatorの最大の特徴は専用アプリを必要としないことで、世界中に普及している汎用的なQRコードリーダーであれば読み取りが可能。
翻訳については、Webサービスに付帯している無料の機械翻訳を使用することも出来るが、後ほど人による翻訳に置き換えたり、編集したりする事も可能である。その他、テキストを音声に自動合成する「音声読み上げ機能」やQRコードを読み取ったユーザーの位置情報や言語、時間帯も標準で付加されている。（マーケティングプランの場合）

## 利用

### 主な観光施設
- 京都伏見稲荷大社
- 東京都庁展望台
- 池袋サンシャイン水族館
- ミライザ大阪城
- 京都貴船神社（おみくじに印刷）[1]
- 奈良公園
- 仙台青葉山公園
- 東京水辺ライン
- 富山市ガラス美術館
- 水戸偕楽園
- TOTOミュージアム
- サクレ・クール寺院（フランス、パリ）[2]
- バクタプル遺跡（ネパール）

### 主な商品
- 日本酒（真澄藏元）
- 菓子類（岩塚製菓、クラシエフーズ他）
- 健康補助食品（大麦若葉他）
- 医薬部外品（強力わかもと他）
- 調味料（S&B食品、ヘイセイあごだし他）[3]

### その他のケース
- 自動販売機（コカ・コーラ）[4]
- 日本各地の主要な国際空港（成田、羽田、関西空港など）
- コンビニエンスストア（セブン-イレブン）

## 広がり

### 防災への応用
QR Translatorが持つリダイレクト機能によって、QRコードを読み取った際に表示させるコンテンツを、（QRコード自身を貼り替える必要なく）即時に変更する事が出来る。その機能によって、非常時には利用者の位置情報に基づき、地図や誘導情報を多国籍のユーザーに母国語で提供出来るため、ユニバーサルな防災対策への応用が検討されている。

### 視覚障害者向け情報発信への応用
現在、主要なスマートフォン（iOS、Android）には、アクセシビリティの機能が搭載されており、それによって、例え全盲の人であっても、テキストの自動読み上げ機能を使って音声で情報を取得することが可能になっている。また、視覚障害者へのスマートフォン普及率も上昇傾向にあり、中にはQRコードを読み取って情報にアクセスする人も増えている。視覚障害者への情報提供方法として一般的に認知されている点字については、読める人の割合が視覚障害者全体の10人に一人程度という統計があり、また、国によって対応する文字列が異なるため、多言語による点字の案内は特に困難を伴う。そこで、QR Translatorを利用して印刷物を作成すれば、QRコードがある大よその位置を触覚で認知させる事によって、視覚に障害がある人でもそれを読み取り、自分の設定言語で音声により情報を取得する事が可能になるため、この分野への応用が期待されている。